# 林飛帆
林飛帆（台羅 : Lîm Hui-huân，1988年5月19日—），中華民國政治人物，民主進步黨籍，生於台南市。現任國家安全會議副秘書長、新境界文教基金會董事，曾任民進黨副秘書長、臺灣民主基金會董事、反媒體壟斷運動召集人、國立臺灣大學研究生協會第44屆會長。
學生時期投入野草莓運動、反媒體壟斷運動等社會運動，也是太陽花運動主要学生领袖之一；因參與學運，獲國立臺灣大學社會科學院第1屆「學生利他獎」肯定。

## 生平

### 早年
林飛帆出生於臺南市，為家中老么，有兩個姊姊。父親熱衷政治但未從事政治，幾度熱衷於地方選舉與政治，與林飛帆經常就政治議題辯論，關係亦師亦友，父親是台南支持民進黨的台商，長年涉足地方政治。母親為家庭主婦。他就學於勝利國小、後甲國中、新化高中。

### 大學生涯與政治運動

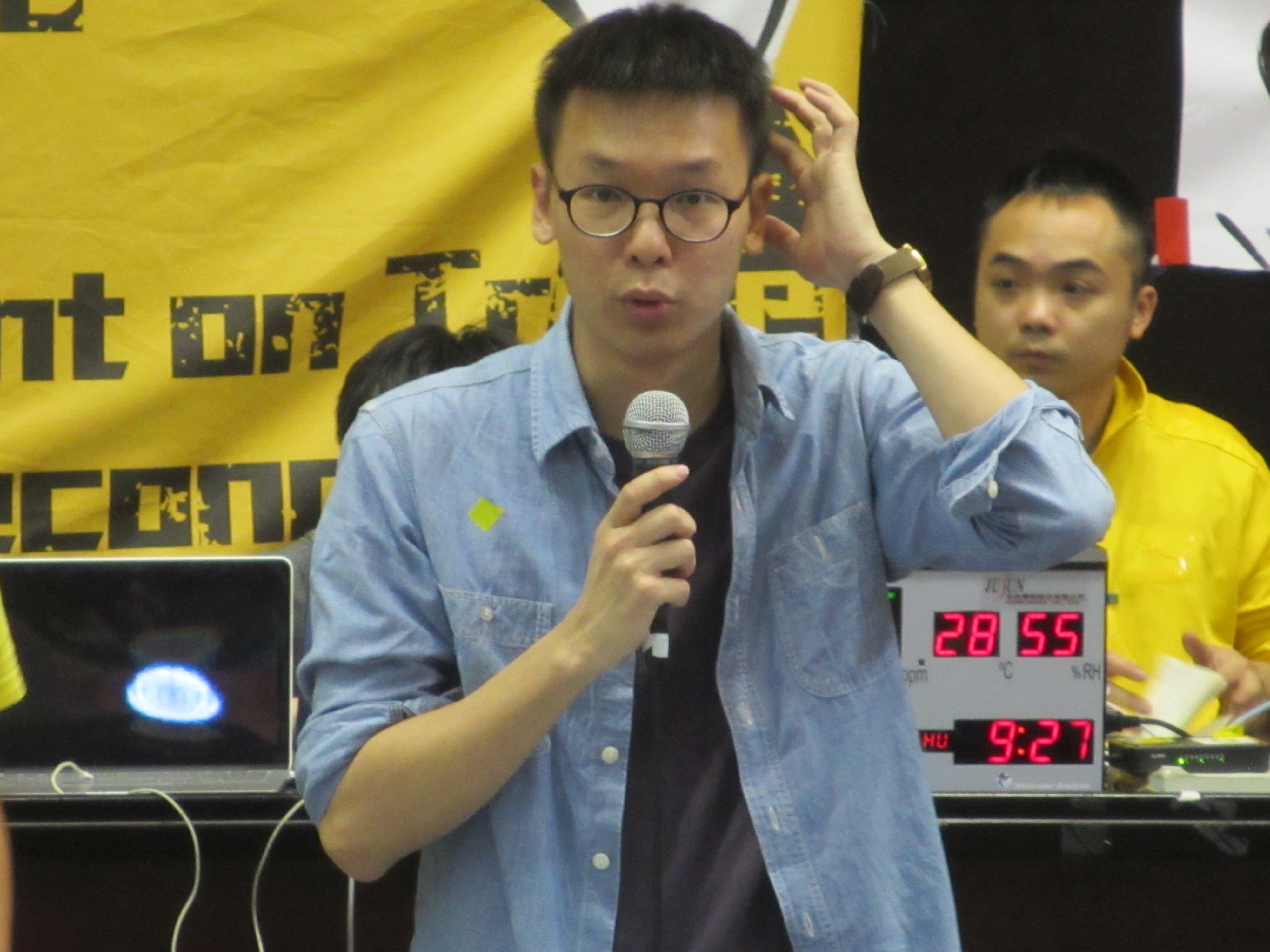
太陽花學運期間在立法院議場內的學生領袖林飛帆

#### 暨南大學
2006年考取國立暨南國際大學公共行政與政策學系，林飛帆於此系就讀時，曾在一次民進黨的營隊中，受到徐永明講述自身經驗啟發，而後成立一個三人小社團暨大台灣社，開始閱讀政治與臺獨運動的相關書籍。

#### 成功大學
2008年，轉學至國立成功大學政治學系。就讀成功大學期間，曾參與野草莓運動成大靜坐，抗議國臺辦主任陳雲林來臺時，警方在維安工作上對基本人權的侵害。成大靜坐學生後來於12月解散，部份參與者成立學生社團零貳社，林飛帆被選為第一任社長，2009年4月請辭卸任。2011年，從國立成功大學政治學系畢業。

#### 臺灣大學

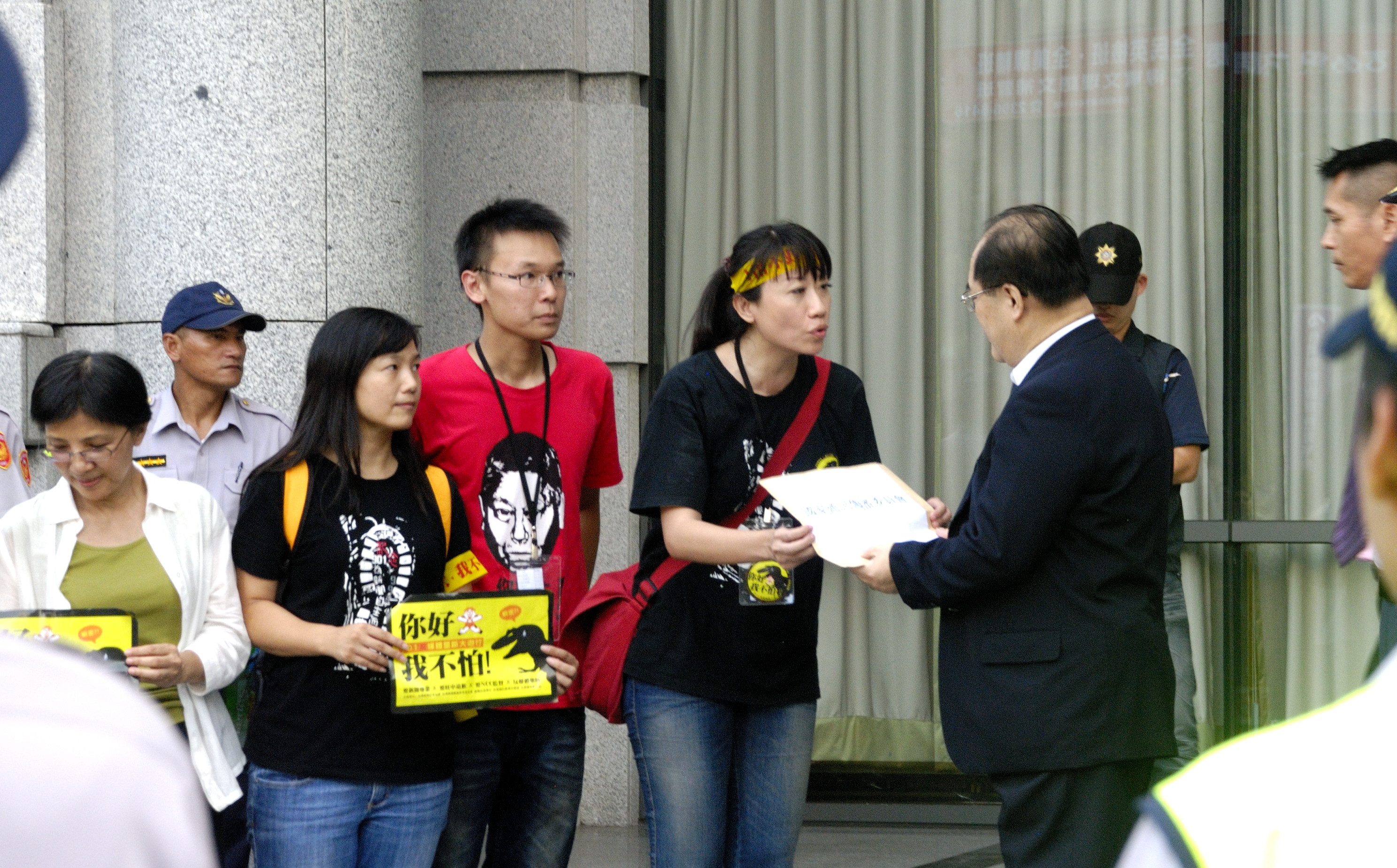
反媒體壟斷運動的林飛帆

在成功大學政治系畢業後，經面試後進入國立臺灣大學政治研究所就讀。同時他參與反對海峽兩岸經濟合作架構協議運動，擔任ECFA學生監督聯盟的召集人；參加反對服貿協議運動中，屬於兩岸協議監督聯盟世代正義小組成員；大學研究生權利調查評鑑小組成員；《行南》南部跨校學生刊物顧問；反對大學法人化陣線成員；反對教育商品化聯盟成員。
1. 參與社會運動：
2012年，參與反媒體壟斷運動，因旺中案、壹傳媒併購案，引發台灣媒體被少數財團壟斷的疑慮，學者與民間社團發起反媒體壟斷運動，林飛帆參與其中，成立反媒體壟斷青年聯盟。2012年7月25日，由不明成員組成的團體，至NCC門口抗議，中時集團以大篇幅報導，這次遊行由以發工資方式召集遊行成員，暗指學者黃國昌涉入其中，被稱為旺中案走路工事件。2012年7月28日臺灣清華大學學生陳為廷，在臉書上轉貼網路圖片，截圖中，時報周刊副總編輯林朝鑫出現在現場，圖片中的文字懷疑林朝鑫與此次事件有關，中時集團再度以大幅度報導此事，揚言提告，並公布陳為廷個資。2012年7月31日，林飛帆為了聲援陳為廷，各校學生社團發起聯合抗議行動，至中天電視台門口進行示威，此後，組織反媒體壟斷青年聯盟，由林飛帆任召集人。
2. 表達支持同性戀婚姻平權：
在Facebook上，曾表達支持同性戀婚姻平權[12]。
3. 聲援反臺南鐵路東移：
2013年8月14日，反台南鐵路東移自救會趁著民進黨中執會期間，北上至民進黨中央黨部抗議陳情，指賴清德「公佈方案後拒絕與自救會溝通」，並要求黨主席蘇貞昌出面表態[13][14]，林飛帆亦到場聲援[15][16]。
4. 參與反臺南鐵路東移的自救會於臺南市政府進行抗議：
2013年年9月11日自救會於臺南市政府進行抗議，林飛帆亦參與[17]。同後對於市府的回應不滿，表示後悔投給賴清德，並稱「這一夜過後，我無法再說我對賴清德還有期待」[18][19]。
5. 參與太陽花學運：
2014年3月，黑色島國青年陣線總指揮林飛帆因擔任太陽花學運(反對兩岸服務貿易)的主要領導人之一,後服貿仍持續進行至今。
6. 組織島國前進：
太陽花學運結束後，2014年5月18日，與黃國昌、陳為廷等人組織島國前進，以推動公投法修正、通過兩岸監督條例等為目標。

2014年12月4日傍晚，林飛帆在臉書發出來自臺灣臺北地方法院檢察署的刑事傳票，案由是妨害公務案件，他須於2014年12月12日（星期五）下午2時30分到台北地檢署偵查庭應訊。
2015年1月22日，林飛帆向國立台灣大學政治研究所碩士班辦理休學手續，準備服替代役。2017年，林飛帆復學並於7月底取得台大政治所碩士學位。

### 替代役
林飛帆在2015年1月29日入營服替代役（替代役第146梯次），在成功嶺結訓後2月14日移撥衛生福利部社會及家庭署報到。之後分發到台南市私立仁愛之家的康寧園安養中心擔任社會役。
2015年2月10日，檢方偵結太陽花學運3起占領行政機關案件，台北地檢署起訴林飛帆等118人。
2015年2月25日，林飛帆將分發到「衛生福利部社會及家庭署」服役，服役期間若需出庭，則一切按照相關規定請假辦法（只要檢具傳票請假），役政署也會同意林飛帆請假。

### 退役後的動向

#### 輔選工作及太陽花學運後續
2016年1月13日，林飛帆退役後投入時代力量及綠社盟的輔選工作。選後他曾在兩岸協議監督條例、張景森失言風波等事件對即將執政的民進黨提出建言，但均未獲得具體回應。
2017年3月18日，正值太陽花學運屆滿3週年，經濟民主連合、民主維新、島國前進等民間團體在立法院青島東路側門外舉辦「三一八三週年，監督條例不能再等」晚會，要求立法院各黨團兌現他們在學運期間提出的訴求與主張。林飛帆自己也在臉書寫下長文，表示當初依學運訴求制定的兩岸協議監督條例，到現在還是躺在立法院動也不動，任何儘速立法的呼籲，也只換來民進黨黨團的「未來兩岸若能破冰，屆時再來討論監督條例也不急」、「要先有協議，才有監督」等敷衍的說法。他希望民進黨不要浪躑人民的期待，不要揮霍人民的信任，不要毀壞人民對政治的希望，更不要拖累台灣錯失歷史給予的機會。

#### 出國留學
根據第30期《鏡週刊》報導，林飛帆即將在2017年6月與交往8年的女友林雅萍結婚，並於同年8月前往英國就讀倫敦政經學院。林飛帆自己也在報導曝光後不久，在臉書發文證實這個消息。原本林飛帆打算平靜、低調地舉辦婚宴，卻因為一張與婚宴有關的警力部署表在網路流傳而引起媒體關注。
2017年9月20日，林飛帆在臉書發文表示將在近日與妻子林雅萍前往英國，希望能趕上9月倫敦政經學院政府系碩士班的開學。文中他向親朋好友們道別及表達感謝之意，並連結原住民歌手舒米恩所唱的「眼淚不要掉下來」歌曲的YouTube影片，與大家分享。
2018年12月20日，林飛帆正式自倫敦政經學院畢業，取得碩士學位。林飛帆除在臉書發文證實畢業的消息之外，也表示對於未來的走向沒有很確定，但他打算現階段至少能把就學期間對東南亞的關心繼續積累，希望對這個領域的研究能有助於台灣，也能藉此讓台灣的經驗有被認識的機會。

#### 加入民進黨

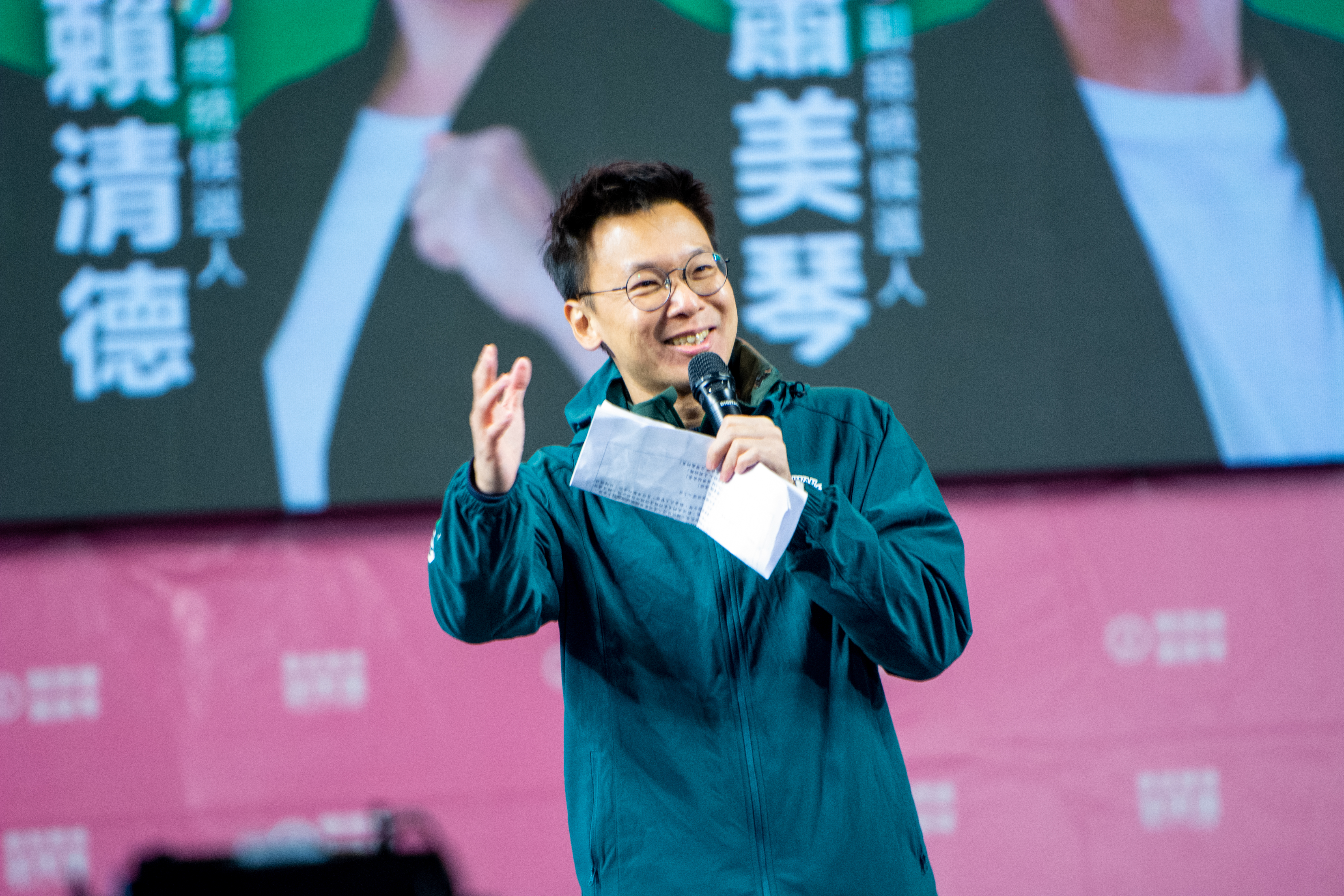
在民進黨造勢大會宣講的林飛帆

2019年7月15日，林飛帆加入民進黨擔任副秘書長，但因其先前曾多次批評民進黨，讓此一人事頗受爭議。
2020年1月15日，羅文嘉和林飛帆在民進黨中常會宣布因「總統連任、國會過半」任務已達成，請辭秘書長及副秘書長職務，並向時任黨主席卓榮泰表達不會留任，做到同年5月19日任期屆滿為止。不過，根據民進黨最新拍板的人事名單，林飛帆確定留任副秘書長，而秘書長則由林錫耀回鍋接任。
2021年11月27日，長期聲援香港的林飛帆在接受CNN專訪時表示，香港近幾年的遭遇，顯示一國兩制的完全不可行，以及中國對台威脅的升高；他也表示，目前會專注在國際和外交領域，持續在國際線上協助台灣提高能見度。
2022年4月29日，林飛帆受邀前往印度參加「瑞辛納對話」（The Raisina Dialogue），並和澳洲前總理艾伯特本對談，討論中國對印太地區自由的威脅，同時表示：「很高興能把握機會在國際上為台發聲」。
2022年11月26日，正值民進黨在九合一選舉中慘敗，時任總統蔡英文宣布辭去黨主席職務，時任副總統賴清德旋即參加2023年民進黨主席補選，因為同額競選而於同年1月15日順利當選黨主席。同年1月18日賴清德正式上任，任用許立明擔任秘書長，楊懿珊、黃建嘉、許嘉恬擔任副秘書長，而林飛帆則確定離任。
2023年11月27日，立委林昶佐宣布遞件加入民進黨，引發外界討論，林飛帆為此在臉書回顧自己加入民進黨的歷程，他表示當年剛從英國倫敦政經學院完成學業，適逢民進黨地方大選大敗，連高雄都失守，很多人都憂心國民黨可能在2020年「班師回朝」，因此才決定加入民進黨。如今此刻的台灣面臨同樣的情況，倘若四年前的他沒有加入民進黨，現在也會加入民進黨參與守住台灣的努力。
2024年5月14日，準總統賴清德宣布，林飛帆出任國家安全會議副秘書長，並於5月20日正式就任。

## 政治理念

### 臺灣獨立
2013年春季，在接受《青聲誌》訪談時，林飛帆表示曾經閱讀過彭明敏《自由的滋味》、史明《台灣人四百年史》與王育德《台灣—苦悶的歷史》等臺獨人士著作。他表示：
|  | 從我成長的啟蒙背景裡，接觸到的台灣歷史，都是以「國民黨」作為對抗的對象，核心關懷是關心轉型正義的問題，野草莓運動的過程開始瞭解各地小型的抗爭，在 廣場上會播各式各樣的紀錄片，樂生、反核、三鶯部落，接觸到各式各樣的議題，也因此我開始看史明《台灣人四百年史》，他是基於底層農工社會去寫的歷史，寫壓迫寫得很清楚。另一本我忘記作者了《台灣─苦悶的歷史》，論述統治者的演變，慢慢去找台獨左翼到底是什麼。 |

2013年4月7日，林飛帆在鄭南榕逝世24周年紀念會公開演講，強調要繼承鄭南榕的精神遺產，台灣年輕人要做自己的主人。他表示：
|  | 我想在Nylon離開的24年後，我們該回答他。「對，擱來，就是我們的事情了」這個世代的行動者，我們應該回答他，也回答台灣社會，用Nylon那個自信、輕快、堅定的語氣，喊出自己的姓名：「我叫作林飛帆，我主張台灣獨立。」 我們回答他，「台灣的未來是咱的代誌！新聞自由、言論自由是咱的代誌！居住人權、勞工權利、反核廢核、台灣的生態是咱的代誌！台灣獨立就是我們的代誌！」。 |

### 區分中國與中共
林飛帆認為，「台灣人不該對中國、對六四無感」「台灣人不是對於六四無感，而是對於『中國』沒有特別的感情，特別是年輕一代。不過，我們應該更細緻的區分中國、中共政權、中國人民（公民社會）。只有更清楚地區分這三者的差異，才能夠更認識中國，同時找到推促中國民主化的動力。」。
2014年9月，他與台灣、中國内地、香港、西藏的學生座談後，表示「我想大家都意識到彼此的差異，但也更認識到彼此共通的處境，台灣、圖博、香港、中國⋯甚至澳門的公民社會，共同的敵人很清楚就是中共政權。」他強調，中共政權、中國、中國人民是三個完全不同的概念；當他呼籲民主的演講中提到「中國」時，都是針對「中共政權」。 
2022年，裴洛西訪問台灣後，中共當局將林列入台獨頑固分子清單中，並禁止本人及家屬進入中國大陸和香港、澳門。

### 香港獨立
2014年，林飛帆接受媒體採訪時表示，香港的公民社會比臺灣更加成熟，但是香港民主制度一直被“一國兩制”制度打壓，林飛帆說：
|  | 香港不只要普選，香港要獨立！ |

### 死刑
2014年，台北捷運殺人事件，繼同為學運要角魏揚「法律應追求正義，不是回應群眾憤怒」、質疑死刑缺乏內在價值與邏輯一致性之後，亦表態聲稱「死刑不會遏止犯罪發生，更不能預防下一起慘案發生」，呼籲社會大眾沉澱反思廢除死刑。他說，站在個人情感上，若自己為受害者家屬，他不見得想原諒兇手；但站在個人理智上，他仍然不贊成用死刑做為唯一解決的方法。

### 婚姻平權
2016年11月28日，立法院司法及法制委員會舉行婚姻平權修法第二場公聽會，上萬名挺同志婚人士在立法院外守候，有一段時間沒有露面的林飛帆也和時代力量立委黃國昌等人現身聲援，林飛帆並在臉書寫下這樣的一段話：「我今天只有四句話：愛就是愛！所有的愛都應該享有同等的權利！專法齁，專法是留給柯建銘用的！我講完了！大家辛苦了！」

### 勞工權益
2018年1月8日，林飛帆針對立法院處理勞動基準法修正草案透過臉書向蔡英文政府喊話，表示這次修法已經成為民進黨執政1年7個月來最嚴重的「政治危機」，甚至影響民進黨在2018年的選情。林飛帆還強調青年世代可以因為勞動基準法修法輸掉一場仗，但必定讓民進黨輸掉未來，希望蔡英文政府能立刻停止修法，以充分研擬、擴大共識為優先。

### 與民進黨內部派系關係
2019年10月27日，民進黨人士指出，林飛帆本來就是民進黨新潮流系的「暗流」，新系早在他就讀台大研究所時就已吸收入流，而林也在台大研究生協會會長選舉時力挺另一位新潮流同志戴瑋珊。

## 涉及官司
2013年8月16日，抗議大埔事件強拆，跟著陳為廷蛋洗苗栗縣府丟警察，遭傷害罪起訴，獲判無罪確定。。
2014年，太陽花學運期間，林飛帆被告發違反《刑法》與《集會遊行法》等7罪、共16案，由臺北地檢署偵辦。後於2015年2月10日被臺北地檢署依煽惑他人犯罪、妨害公務兩罪起訴，一審與二審均獲判無罪，檢察官未上訴而確定。

## 爭議

### 第45屆研究生協會會長選舉爭議
2013年4月，臺灣大學研究生協會委由學生會選舉罷免執行委員會，舉辦新任會長選舉。5月10日，候選人登記最後一天晚間，時任研協會長之林飛帆代同研究所學妹戴瑋姍繳交參選文件。當時林飛帆詢問照片是否可以補交，負責收件之選委口頭同意可以補件，但需於當晚午夜十二點前補齊。而後另一參選人陳思宇團隊獲知此事，即於當晚向選委會提出行政訴願，認為戴瑋姍不符合選舉公告上之登記要件，故不應具備候選人資格。選委會在邀請雙方說明後，於5月16日發布決議，做成「戴姓參選人因未於登記時備齊相關表件，選委會不應受理其登記之申請，故撤銷其候選登記資格」之處分，並就相關爭議法條，轉學生會長向學生法庭聲請規程解釋。學生法院於5月26日做成釋字第九號解釋，認為學生會聲請解釋之條文並未牴觸自治規程
5月16日選委會決議發布前，陳思宇於批踢踢臺大學生會版發布聲明，表示「本人在此強烈希望選委會盡速依 國立臺灣大學學生會選舉罷免法做最公正之定奪」。選委會決議發布後，戴陣營於5月17日凌晨在批踢踢臺大版發表公開信，強調此爭議為選委會之行政瑕疵，表示將參選到底，並就此決議向學生法院提起行政訴訟。
爭議爆發後，戴陣營主張僅有照片並未繳交，其它要求之實體資料都在登記期限，晚間6時30分前繳交。選委會5月16日之決議文亦是如此主張。然5月19日晚間20時43分，ID applepie04 的網友在批踢踢臺大版上發表了一篇影射文，指稱戴瑋姍所有的實體資料皆未在期限前繳交。當晚22時32分，時任社科院學代的國發所碩一生任柏融亦發文表示，就其當天在場觀察，「繳交期限內，戴瑋姍『並未繳交任何實體資料』，與聲明中所說形塑之『只差照片』而被迫承擔選委會疏失天差地遠。聲明明確講出『只有照片缺交』，分明是欺騙選民，讓大家產生同情心的欺瞞手段；而選委會決議文也僅指出時限內『缺交照片』，與事實不符，處理同樣令人失望。」隔日戴陣營發布聲明，表示並未仔細確認資料繳交狀況，事後查證監視錄影器，承認資料繳交時間，確實超過公告時間。林飛帆亦在稍晚發布聲明，表示：「瑋姍並不清楚我何時繳交資料。而我當天也因趕著去主持另一場活動，而沒有注意切確繳交時間，因此選委收下資料後，我不疑有它。」，指出「對於戴瑋姍的資料晚交一事，我想我必須負最大的責任：我私自答應替她繳交資料 ，又未注意時程，以致發生資格爭議」，並表示「爭議至此，我也只希望同學們能記得，這次的疏失應由我一肩扛起，負起責任；而誠信與清白是一個人的生命，那也應該還給戴瑋姍；至於臺大研究生的未來，答案仍在你們的手中」，同時「向全體研究生與兩組候選人致上我最深的歉意，對不起」。
嗣後學生法院於5月28日就戴瑋姍所提之行政訴訟做出一百零二年度訴字第一號判決。學生法院認為選委會代辦研協選舉，逕自適用學生會選舉辦法而非研協選舉辦法，因而該處分為逾越權限之自治行為，判決選委會之處分撤銷。6月5日投票結束後，戴瑋姍以457票比345票，擊敗陳思宇，並經臺灣大學研究生協會公告當選第45屆會長。
由於競選雙方皆為現任臺北市議員助理（戴瑋姍為民進黨籍市議員吳思瑤助理，陳思宇為其父親，臺聯籍市議員陳建銘之助理），此事件六月底時曾被中国时报與聯合報等媒體報導。
次年太陽花學運期間，此爭議先於3月28日由蘋果日報即時新聞所報導，稱林飛帆黑箱護航。而後，中天新聞台新聞龍捲風節目於3月31日用作談資，指稱林飛帆以研協會長壓迫選委會，而學生會長不敢抗議，並指稱選委會於任柏融質疑後方才取消戴瑋姍資格、學生會行文中選會做出解釋，質疑林飛帆本人黑箱作業。4月1日同一節目中，又指此事件欠缺程序正義，並稱戴於競選後進入民進黨市議員吳思瑤麾下，太陽花學運成為民進黨選秀機制。但戴於當選之前，即為市議員吳思瑤之助理。而參與者之一任柏融則在批踢踢八卦板以及蘋果日報報導下Facebook留言表示：「這幾天從未有任何人向我查證，新聞應只是單純引用舊資料。 但是從頭到尾描述不清不楚...」、「雖然過去曾因此事和林飛帆學長或有摩擦，但後證明應為疏失， 也在學生法院處理下順利完成合法選舉，與政府非法闖關乃至虛與委蛇的逐條審查全然不應等量齊觀」、「懇求各家媒體記者，停止各種抹黑與造神，希望媒體將重點集中在服貿議題的討論」

### 中興大樓盥洗室使用爭議
太陽花學運期間，群眾佔領議場，但議場內並無盥洗空間，群眾盥洗問題成為媒體關注的議題之一。2014年4月3日上午，林飛帆在立委管碧玲助理帶領下，前往立法院中興大樓地下室盥洗室盥洗，被媒體拍攝到。東森新聞報導指稱其他議場群眾盥洗只在議場內，在拖把槽以濕布擦身體盥洗，而林飛帆學運期間則都在夜間前往該盥洗室洗澡。中天新聞則以此質疑林飛帆享有特權。蘋果日報即時新聞報導則稱學運期間，只要學生有需求，都會由民進黨立委或助理陪同，到地下室盥洗。在媒體揭露林飛帆於該專用盥洗室盥洗後，立法院總務處即以有非立院人士使用為由，當日下午即關閉中興大樓地下室盥洗室。直到學運結束後，方才重新開放。
其後林飛帆欲返回議場時，因無立法院通行證件，而被警衛擋下。被媒體注意到。民進黨立委陳其邁得知後出面，將林帶回議場。

### 評北捷殺人事件與廢死爭議
2014年，台北捷運殺人事件，林飛帆繼同為太陽花學運要角的魏揚質疑死刑缺乏內在價值與邏輯一致性後，5月23日於其臉書表示「僅是因為想對鄭捷復仇的話，我無法輕易支持死刑」，因為那並無法改變這個社會甚麼。但也承認這是個矛盾的議題，死刑存廢需要社會各界更進一步討論。
林飛帆指稱馬政府，於北捷事件國人傷痛之際，「趁機丟出」闖關服貿協議的打算，「顯示馬政府運用此事件操作民眾恐懼和悲傷的心理，企圖打壓運動」。國民黨發言人陳以信表示，立法院長王金平昨天召開朝野協商討論臨時會議題，與北捷所發生的不幸事件，兩者間並無關係；抨擊「島國前進」成員林飛帆將北捷事件與服貿協議連結，是最惡劣政治操作，意圖政治消費。

### 西瓜說
2017年9月3日，時代力量舉辦台南黨部成立大會，林飛帆等人也到場祝賀。林飛帆在大會當中意有所指表示，台南市明年市長選情是「某個黨推個西瓜出來選舉都會當選」，此言一出，引起民進黨黨內一陣譁然。

### 後悔投賴清德
林飛帆長期關注南鐵東移案，他曾為此發表「今夜之後，我對賴清德無法再有期待」一文，提到他一直主張，不要針對賴清德，他不是問題最大的關鍵，他必須說，我仍然這麼主張。但是，「對於賴清德，我無法再有期待，我無法再有信任。」那些胭脂抹粉的媒體包裝，在這一刻起，「我拒絕再相信。」

### 擔任民進黨副秘書長
2019年7月2日，有傳言指出林飛帆將接任民進黨副秘書長，遭到時任秘書長羅文嘉否認。同年7月13日卻有知情人士指出，林飛帆確定將在同年7月15日接任民進黨副秘書長，引發輿論譁然。之後更傳出林飛帆月薪高達新台幣9萬元，與一般年輕人的起薪有極大的差異，因此在網路上有「林九萬」的稱呼。2020年12月8日，馬英九辦公室表示，林飛帆為了區區新台幣9萬元，從反對開放瘦肉精的學運領袖轉身成為倡議萊豬進口的民進黨副秘書長，早已信用破產。林飛帆自己也說，「如果要賺錢，我不需要來到這地方，也不需要做政治工作」。
2022年12月22日，民進黨甫於地方選舉中大敗，林飛帆在社群媒體上直指台南市選情，表示市議會不該成為郭再欽或郭信良的禁臠、更直接要求涉及弊案的郭再欽等人應主動退黨。引發媒體廣泛關注，23日，被點名的郭在欽宣布退黨，並意有所指的表示中央黨官既然將全國敗選責任究責於他，他也願意承擔並宣布退黨。

### 指反同勢力和宗教團體與中共連結
2019年7月18日，林飛帆接受電台節目專訪時，指出2018年九合一選舉期間「很多反同勢力與中國連結」。國民黨立委曾銘宗對此反駁，林飛帆的說法根本是「風馬牛不相及」、扯太遠。國民黨立委吳志揚說，林飛帆「沒研究就急著抹紅」，是很不好的事情。中國佛教會理事長釋淨耀說，當今台海兩岸政治隔閡不交流，如果宗教也不交流，「難道一定要將兩岸推向戰爭？」國際佛光會中華總會總會長趙怡說，如果民間交流會被中共滲透，為何兩岸交流超過二十年，民進黨反而重返執政。台北真理堂主任牧師秘書蔡聖麒、天主教會台灣地區主教團秘書長陳科神父說，指控他人者要負責，不能信口開河。中國文化大學新聞學系主任胡幼偉諷刺，民進黨指控反同團體與宗教團體都被中共滲透，台灣總計954萬人的基督徒與佛教徒不知作何感想。

### 擔任副秘書長期間忽視黨工被性騷擾事件
民進黨前婦女部黨工遭性騷擾案，當時督導婦女部的前副秘書長林飛帆受訪表示，林飛帆受訪時坦言當時有收到時任婦女部主任許嘉恬簡單報告，婦女部給他的資訊是當事人決定不走申訴程序，但他當時忽略了不申訴的背後可能有種種的原因，他出面為當初忽略深究致歉，之後林飛帆宣布退出原先參選2024中山北松山立委選舉。

## 獎項

### 臺灣大學「社會利他獎」
2014年10月，國立臺灣大學的社會科學院舉辦第一屆「社會利他獎」，共14人與1團體獲獎，林飛帆為得獎者之一，臺大社會科學院肯定林飛帆領導太陽花學運對台灣民主化的發展貢獻，林飛帆則認為該獎應頒給參與太陽花學運的學生。
不過，林飛帆獲獎引發同為臺大學生的王炳忠、侯漢廷等人的不滿，而率眾前往臺大抗議，痛批臺大此舉是「助紂為虐、為虎作倀」。
| 年份       | 獲提名                           | 獎項                                           | 結果 |
| ---------- | -------------------------------- | ---------------------------------------------- | ---- |
| 2014年10月 | 長期投入公民運動、領導太陽花學運 | 國立臺灣大學社會科學院第一屆學生「社會利他獎」 | 獲獎 |

### 網路媒體統計排行榜
| 年份   | 獲提名 | 獎項                                             | 結果      |
| ------ | ------ | ------------------------------------------------ | --------- |
| 2014年 |        | Google台灣分公司統計2014年統計快速竄紅人物排行榜 | 獲獎第3名 |
| 2014年 |        | Yahoo台灣分公司統計2014年年度新聞人物            | 獲獎第8名 |

## 外部連結
- 林飛帆（Lin Fei-fan）的Facebook專頁

| 政党职务      | 政党职务                                                   | 政党职务      |
| ------------- | ---------------------------------------------------------- | ------------- |
| 民主進步黨    |                                                            |               |
| 前任： 徐佳青 | 民主進步黨副秘書長 第二十二任 2019年7月15日－2023年1月18日 | 繼任： 楊懿珊 |